# 北京师范学院分院

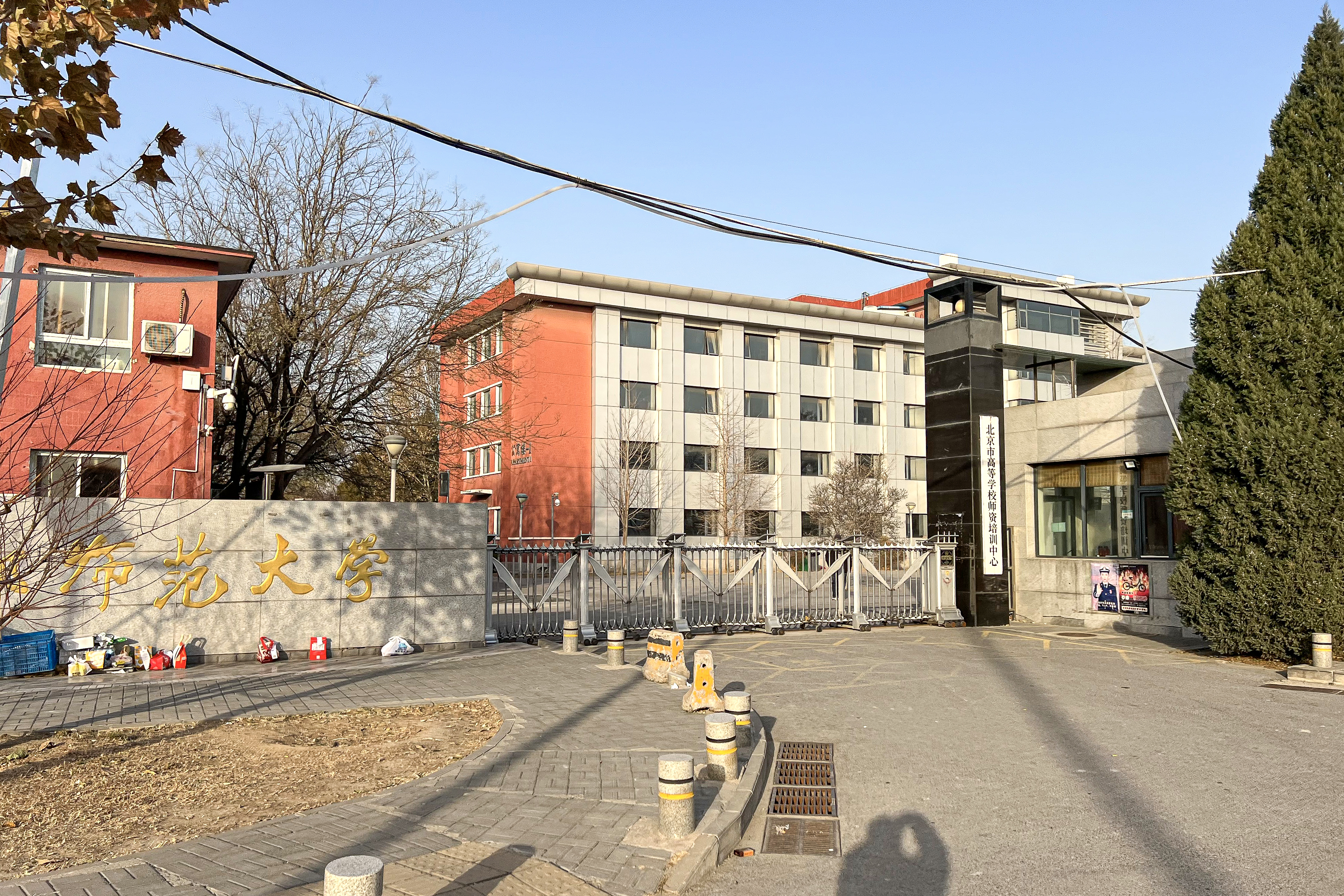
原北京师范学院分院现为首都师范大学来广营校区

北京师范学院分院是在1978年中国兴起高校办分校的潮流下，由北京师范学院创办的市属普通本科院校。

## 历史
1978年，创办北京师范学院分院。校址在来广营西路。
1987年北京市第六十三中学更名为北京师范学院分院附属中学。
1992年北京师范学院、北京联合大学职业师范学院并入北京师范学院分院，改称首都师范大学。